# David Rayfiel
David Rayfiel (n. 9 septembrie 1923, New York City, New York, SUA – d. 22 iunie 2011, New York City, New York, SUA) a fost un scenarist american, colaborator frecvent al regizorului Sydney Pollack.

## Biografie
Rayfiel s-a născut în Brooklyn, New York și a studiat la Brooklyn College. Tatăl său a fost congresmanul Leo F. Rayfiel⁠(d) (1888-1978).
În 1950 s-a căsătorit cu scenarista de televiziune Lila Garrett⁠(d). Rayfiel și Garrett au avut o fiică, Eliza, înainte de a divorța în 1953. El s-a căsătorit apoi cu actrița Maureen Stapleton⁠(d) în 1963, de care a divorțat în 1966. S-a căsătorit pentru a treia oară cu Lynne Schwarzenbek în 1987.
În anul 1958 a construit o casă în orașul Day, New York⁠(d), care a ajuns să fie cunoscută sub numele de Casa David Rayfiel și a fost înscrisă în Registrul Național al Locurilor Istorice în 2009.
Rayfiel a murit de insuficiență cardiacă pe 22 iunie 2011, în Manhattan, New York. I-au supraviețuit văduva sa, Lynne, și fiica sa, Eliza, care era soția actorului Eric Roberts. Rayfiel a avut și doi nepoți, Keaton și Morgan, din prima căsătorie a fiicei sale, Eliza, cu regizorul și producătorul de televiziune James Simons. I-au supraviețuit, de asemenea, și copiii vitregi Daniel Allentuck și Katharine Allentuck.

## Premii
În 1976 a primit, împreună cu Lorenzo Semple, Jr.⁠(d), un premiu Edgar Allan Poe pentru cel mai bun scenariu de film pentru contribuția sa la filmul Three Days of the Condor⁠(d). A fost nominalizat, de asemenea, împreună cu Bertrand Tavernier, la premiul César pentru cel mai bun scenariu original sau adaptat în 1981 pentru filmul Death Watch⁠(d).

## Filmografie (scenarist)
- The Slender Thread (nemenționat) (1965)
- This Property is Condemned (1966)
- Castle Keep (1969)
- Valdez Is Coming (1971)
- Lipstick (1976)
- Three Days of the Condor (1975)
- Death Watch (La mort en direct, 1980)
- Absence of Malice (nemenționat) (1981)
- Round Midnight (1986)
- The Morning After (nemenționat) (1986)
- Havana (1990)
- Firma (The Firm, 1993)
- Intersection (1994)
- Sabrina (1995)
- Random Hearts (nemenționat) (1999)
- The Interpreter (nemenționat) (2005)